# Thyropisthus poseidon
Thyropisthus poseidon är en mångfotingart som först beskrevs av Carl Graf Attems.  Thyropisthus poseidon ingår i släktet Thyropisthus och familjen Harpagophoridae. Inga underarter finns listade i Catalogue of Life.